# ノール ノラルファ
ノール ノラルファ
ノール 1101
- 用途：連絡機
- 製造者：SNCAN
- 初飛行：1944年
- 生産数：200機

ノール ノラルファ（Nord Noralpha）は、SNCANで生産されたエンジンを換装したフランス製のメッサーシュミット Me 208である。

## 開発
1942年にメッサーシュミット Bf 108の生産が占領下フランスのレ・メロー（Les Mereaux）にあるSNCAN社（通常ノールとして知られる）に移管された後、SNCAN社は2機のメッサーシュミット Me 208の試作機を製造した。1機はフランス開放後も残存しノール 1100 ノラルファと命名され、その後SNCAN社はルノー 6Q 10 エンジンを搭載したモデルをノール 1101、ルノー 6Q 11 エンジンを搭載したモデルをノール 1102として生産した。1101と1102はフランス軍ではラミエール I （Ramier I）とラミエール II と命名された。評価試験用に240hp (179kW)を発生するポテ 6DØ エンジンを装着したノール 1104 ノラルファが1機と、1959年には初期のノール 1101 ノラルファのエンジンをチュルボメカ アスタゾウ ターボプロップに換装したノール 1110 ノール・アスタゾウが製造された。

## 設計
ノラルファは片持ち式低翼単葉機で、降着装置は引き込み式の首車輪式で主車輪は内側に引き込んだ。エンジンは機首に装備し、キャビンは密閉式で2名の搭乗員は並列に座りその後に2人分の座席のスペースがあった。

## 派生型

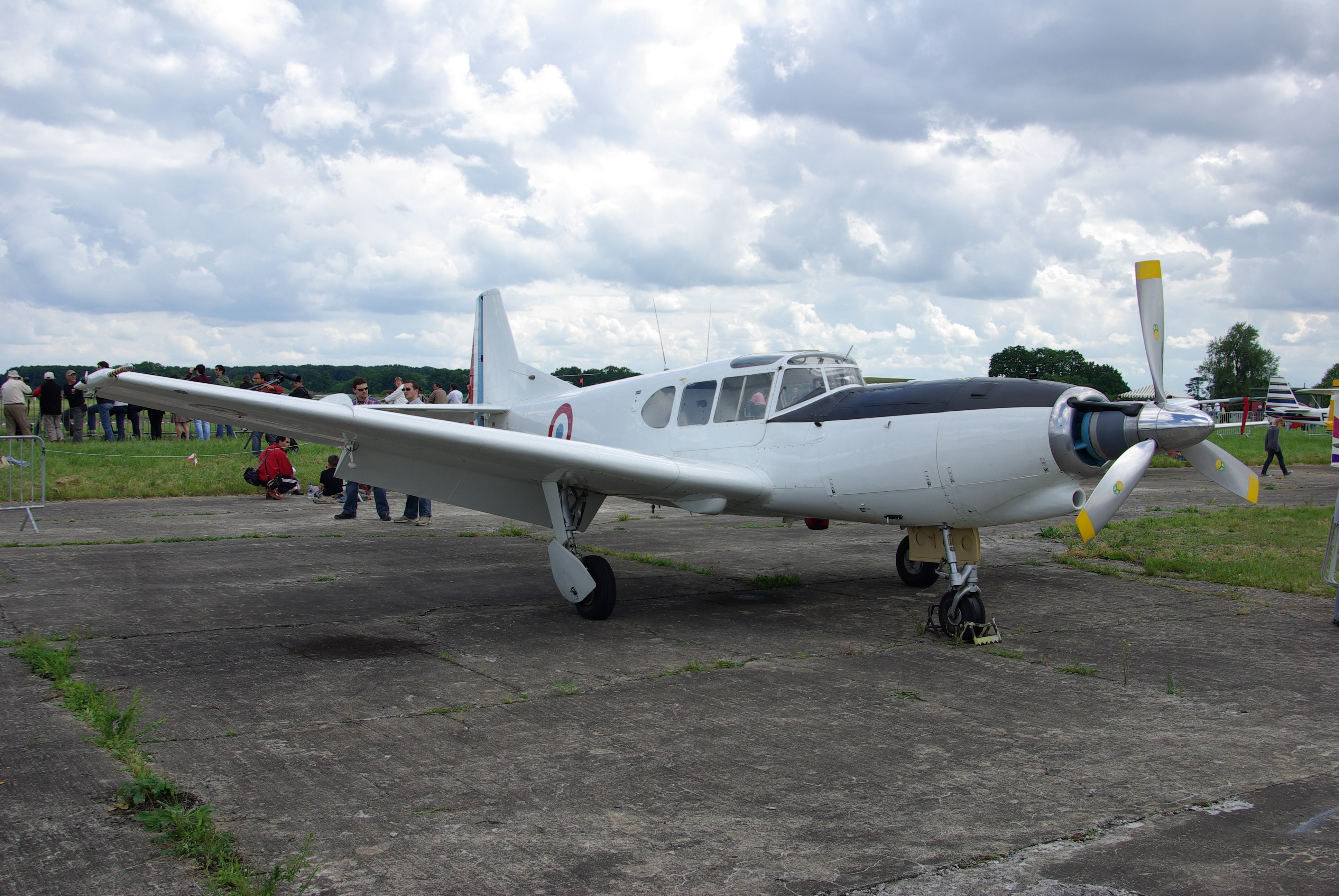
ノール 1110

1100
フランス製のメッサーシュミット Me 208
1101 ノラルファ / ラミエールI
ルノー 6Q 10（時計回り）エンジンを装着したモデル
1102 ノラルファ / ラミエールII
ルノー 6Q 11（反時計回り）エンジンを装着したモデル
1104 ノラルファ
240hp (179kW)を発生するポテ 6DØ エンジンを装着した評価試験用のモデル、1機のみ製造
1110 ノール・アスタゾウ
チュルボメカ アスタゾウ ターボプロップ エンジンに換装したモデル、1959年に2機製造

## 運用
フランス
- フランス空軍
- フランス陸軍
- フランス海軍

## 要目
（1101 ノラルファ）Data from The Illustrated Encyclopedia of Aircraft (Part Work 1982-1985). Orbis Publishing, 2616.
- 乗員：1名 + 3名

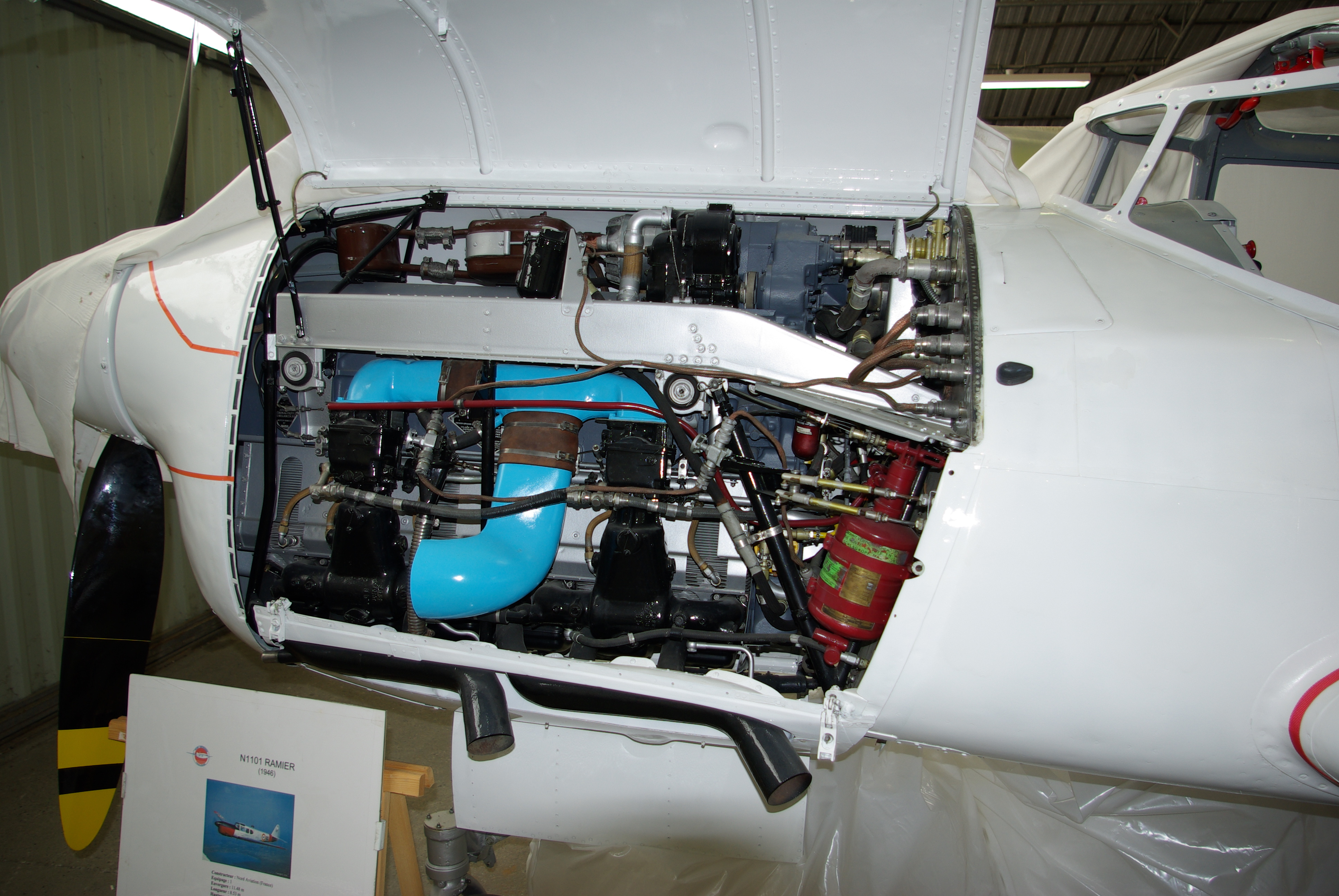
ノール 1101のルノー 6Q 10 エンジン

- 全長：8.53 m (28 ft 0 in)
- 全幅：11.48 m (37 ft 8 in)
- 全高：3.25 m (10 ft 8 in)
- 空虚重量：948 kg (2090 lb)
- 全備重量：1645 kg (3627 lb)
- 最高速度：305 km/h (189 mph)
- 巡航高度：5900 m (19,355 ft)
- 航続距離：1200 km (745 miles)
- エンジン：1 × ルノー 6Q 10, 直列エンジン 174 kW (233 hp)

## 現存する機体
| 型名 | 番号       | 機体写真 | 所在地                        | 所有者                                         | 公開状況 | 状態     | 備考 |
| ---- | ---------- | -------- | ----------------------------- | ---------------------------------------------- | -------- | -------- | ---- |
| 1101 | 32 N2144S  |          | アメリカ フロリダ州           | ヴァリアント航空軍団株式会社ウォーバード博物館 | 公開     | 静態展示 |      |
| 1101 | 67 F-GMCY  |          | フランス セーヌ＝エ＝マルヌ県 | ムラン・ヴィラホシュ氏(Melun Villaroche)       | 公開     | 飛行可能 |      |
| 1101 | 139 G-BSMD |          | イタリア ロンバルディア州     | ジャンルカ・ペロッティ氏(Gianluca Perotti)     | 非公開   | 保管中   |      |
| 1101 | 162 N208K  |          | アメリカ ヴァージニア州       | 軍事航空博物館                                 | 公開     | 飛行可能 |      |
| 1101 | 175 N2758  |          | アメリカ オレゴン州           | ティラムック航空博物館                         | 公開     | 静態展示 |      |
| 1101 | 179 F-BLLO |          | オランダ フレヴォラント州     | 国立飛行場航空博物館                           | 公開     | 静態展示 |      |